# José María Sánchez Casas
José María Sánchez Casas (Cadis, 15 de maig de 1942 - Còrdova, 28 de gener de 2001) fou un activista polític espanyol, militant històric del Partit Comunista d'Espanya (reconstituït) (PCE-r) i dels Grups de Resistència Antifeixista Primer d'Octubre (GRAPO). Intel·lectual compromès, es va dedicar a la direcció teatral, a la literatura i a la pintura. Va deixar un llegat de vint obres de teatre, dues novel·les, dos mil dibuixos i cent cinquanta pintures.
Autodidacte, va ingressar a l'OMLE el 1968, quan era obrer del moll de Cadis i un conegut director de teatre. Va participar en el congrés fundacional del PCE(r) al juny del 1975, d'on va resultar elegit membre del Comitè Central. Després va passar a dirigir el grup i la revista Pueblo y Cultura.
Al juliol del 1976 va ser detingut, torturat i empresonat. El 1978 va ser posat en llibertat i, acabat de sortir de la presó, es va incorporar immediatament a les tasques del II Congrés del PCE(r). En comprovar les dificultats per realitzar un treball polític ampli i obert, va passar a la clandestinitat i es va integrar en la direcció dels GRAPO.
El 1979 va ser detingut de nou, com a màxim responsable d'aquesta organització armada antifeixista. Va ser brutalment torturat durant deu dies i empresonat.
Davant la terrible situació que es viu a les presons de l'Estat espanyol, José María va participar en 18 vagues de fam, una d'elles de 435 dies de durada, des del novembre del 1989 al febrer del 1991. A causa de la dispersió va recórrer 15 presons diferents.
El 10 d'abril del 1996 va patir un infart de miocardi que el va deixar a punt de morir. Com a seqüela de la vaga de fam, li va quedar una greu cardiopatia. Des d'aleshores, no va cessar la campanya de solidaritat al carrer perquè fos excarcerat a causa del seu fràgil estat de salut, que a la presó s'agreujava dia rere dia. Fins i tot els mateixos serveis carceraris de la presó de Sevilla II van recomanar la Direcció General d'Institucions Penitenciàries que Sánchez Casas portés una vida no tan dura si l'estat no volia tenir una nova mort a la presó. Però la seva situació va canviar molt poc.
Per fi, el 20 de juliol del 1997 Sánchez Casas va sortir en llibertat de la presó de Sevilla. En total, entre les dues tandes, va estar 20 anys a la presó. Només va sortir de la presó, la Fiscalia de Sevilla li va obrir diligències per unes suposades declaracions seves, que van ser falsejades i tergiversades pels mitjans de comunicació. Finalment, les diligències no van arribar a res, però van servir per a empitjorar el seu estat.
Des de la seva excarceració es va dedicar a la cultura popular, sobretot en els camps del teatre i de la pintura, sempre amb el compromís polític com a eix. Els seus dibuixos i quadres es van exposar en diferents països. A l'estiu del 2000, les forces vives gaditanes li van negar el lliurament del primer premi internacional del cartell per al Carnaval de Cadis del 2001.
A l'octubre del 2000 va entrar ja en una fase crítica, amb hospitalitzacions contínues. El 28 de gener del 2001, després d'una llarga agonia, va morir a la unitat de cures intensives de l'Hospital de Còrdova mentre esperava un trasplantament de cor.
Després del seu funeral, el 4 de febrer, malgrat que el governador civil no havia autoritzat l'acte d'homenatge i que va amenaçar d'actuar en conseqüència, se li va retre un homenatge popular a Cadis.
Director dels grups Quimera (teatre popular) i La Tralla (teatre insurgent), va deixar escrites dues novel·les inèdites d'argument social (Noveno círculo i La Maraña), vint obres de teatre, dos mil dibuixos, cent cinquanta llenços i una gran quantitat de guions i de muntatges per a la ràdio i la televisió.